# الوحيد البغدادي
الوحيد البغدادي (متوفى 385ه‍/995م).
شاعر عباسي من القرن الرابع، واسمه أبو طالب سعد بن محمد بن علي بن الحسن الأزدي البغدادي، كان شاعراً، له معرفة بالنحو واللغة، توفى سنة 385 ه‍، وقد نيف على الثمانين. المعروف بالوحيد، له شرح ديوان المتنبي.

## سيرته الأدبية
هو سعد بن محمد بن علي بن الحسين بن معبد بن مطر بن مالك بن الحارث بن سنان بن خزاعة بن حيي الأزدي الحوال، يعرف بالوحيد أبو طالب. من أهل البصرة.
كان شاعراً حسن الشعر، وعلمه أكثر من شعره وأدبه أظهر من نباهته. وكان جيد التصنيف، مليح التأليف. لقي أبا رياش و أبا الحسين بن لنكك، وأخذ عنهما، وعن طبقاتهما.
كانت بضاعته في الأدب قوية، ومعرفته بالشعر جيدة، وقد رد على المتنبي في عدة مواضع. كان ضيق الرزق محارفاً، يمدح بالشيء اليسير ولا يبالي. سافر إلى مصر، ومدح بني حمدان. كان له خط مليح صحيح النقل.

## شعره
اتفق انه مدح أحد التناء يعرف بأبي الحسن ابن هرثمة متقدم بالنيل، فاستزاره ودفع اليه عشرين درهماً، قيمتها نصف دينار، وسأله ان يزيده فلم يفعل، فهجاه بابيات منها:
وله من أبيات يقول فيها:
وله يهجوا حمدان بن ناصر الدولة:
ومن شعره قال:
وكذلك قال:
واضاف القاضي التنوخي في كتابه الفرج بعد الشدة، إلى اسمه لقب البصري، فقال: أنشدني سعد بن محمد الأزدي البصري، المعروف بالوحيد، لنفسه:

## آثاره
- كتاب العدناني.
- كتاب القحطاني.
- كتاب معاني شعر المتنبي.
- ديوان شعره، نحو مائة ورقة.
- كتاب الرد على ابن جني في تفسيره لشعر المتنبي.

## وفاته
مات الشاعر الوحيد أبو طالب سنة خمس وثمانين وثلاثمائة.